# 부산MBC 정오의 희망곡
찐디와 함께하는 정오의 희망곡은 부산MBC FM4U(FM 88.9MHz)에서 낮 12시부터 오후 2시까지 방송되는 대중음악 전문 라디오 프로그램이다. 1970년 4월 15일에 부산MBC FM4U가 개국하면서 방송을 시작한 부산MBC FM4U의 최장수 라디오 프로그램이다.

## 문자번호
- #2260 (단문 50원, 장문 100원)

## 진행자
- 정경진 아나운서

## 역대 진행
| 대수 | 진행자          | 진행 기간              | 비고  |
| ---- | --------------- | ---------------------- | ----- |
| 1대  | 정경진 아나운서 | 2017년 3월 13일 ~ 현재 | [ 1 ] |